# The Puppet
The Puppet è un singolo del gruppo musicale britannico Echo & the Bunnymen, pubblicato il 14 settembre 1980.

## Descrizione
Il singolo venne pubblicato sulla scia dell'acclamato consenso ricevuto per il primo album, Crocodiles, che fu distribuito all'inizio dell'anno. La traccia principale non era nell'album, ma il lato B, Do It Clean, era nella versione americana dell'album e sulla musicassetta della versione britannica. Il singolo non riuscì a entrare nella classifica britannica. Il singolo venne prodotto da Bill Drummond e David Balfe sebbene fossero accreditati come The Chameleons.

### Do It Clean
Il lato B, Do It Clean, è diventato un brano popolare sia per il gruppo che per i fan. Viene regolarmente suonato dal vivo ed è apparso come lato B per la versione belga del quarto singolo A Promise (1981) e per il singolo di successo del 1984, The Killing Moon. È apparso anche su molte compilation della band.

## Tracce
Testi e musiche degli Echo & the Bunnymen.

### 7"
Lato 1
1. The Puppet

Lato 2
1. Do It Clean